# Macromitrium clastophyllum
Macromitrium clastophyllum är en bladmossart som beskrevs av Jules Cardot 1904. Macromitrium clastophyllum ingår i släktet Macromitrium och familjen Orthotrichaceae. Inga underarter finns listade i Catalogue of Life.